# Dario Gamboni
Dario Libero Gamboni (* 26. Dezember 1954 in Yverdon-les-Bains) ist ein Schweizer Kunsthistoriker.

## Leben
Gamboni studierte von 1973 bis 1977 Französische Literatur, Kunstgeschichte und Anglistik an der Universität Lausanne und schloss sein Studium mit einer Lizentiatsarbeit über den Roman Les Jours et les Nuits von Alfred Jarry ab.
Von 1977 bis 1983 war Gamboni Assistent an der Universität Lausanne. 1983 veröffentlichte er sein erstes Buch: über den Ikonoklasmus in der modernen Kunst. Von 1983 bis 1985 war er Gastkurator am Musée cantonal des Beaux-Arts in Lausanne. Er kuratierte eine Ausstellung über Louis Rivier und die religiöse Malerei in der Westschweiz im 19. Jahrhundert, die neben Lausanne auch im Aargauer Kunsthaus und in veränderter Form im Kunstmuseum Luzern gezeigt wurde. 1986 wurde in Lausanne ausserdem eine Ausstellung über das kulturelle Leben in der Schweiz der Zwischenkriegszeit gezeigt, die Gamboni co-kuratiert hatte.
Von 1986 bis 1989 erhielt er ein Stipendium des Schweizerischen Nationalfonds zur Fertigstellung seiner Dissertation. Er besuchte in dieser Zeit an der EHESS in Paris das Seminar von Pierre Bourdieu. 1989 wurde er an der Universität Lausanne mit einer Studie über das Verhältnis von Literatur und Kunst bei Odilon Redon promoviert.
Danach erarbeitete er die 21. Ausstellung des Europarats zum Thema «Das Bild der Republik in der Kunst des 16. bis 20. Jahrhunderts», die von Mai bis September 1991 am Historischen Museum Bern und am Kunstmuseum Bern gezeigt wurde. Auch den Katalog zur Ausstellung gab er heraus.
Von 1991 bis 1997 war er Professor für Kunstgeschichte an der Universität Lyon II. Von 1993 bis 1998 war er zugleich Mitglied des Institut Universitaire de France. Von 1998 bis 2000 war er Andrew W. Mellon Professor of the Humanities an der Case Western Reserve University in Cleveland, Ohio, und von 2001 bis 2004 Professor für Kunstgeschichte an der Universität Amsterdam. Von 2004 bis zu seiner Emeritierung 2020 war er ordentlicher Professor für Kunstgeschichte an der Universität Genf.
2006 erhielt er für seine Verdienste als Kunstvermittler den Prix Meret Oppenheim zugesprochen.
Er hatte Gastprofessuren in Frankfurt, Buenos Aires, Freiburg im Breisgau, Mexiko-Stadt, Sao Paulo, Tokio, New Delhi sowie an der École normale supérieure in Paris und wurde als Fellow an zahlreiche Institutionen eingeladen.
Er war als Co-Kurator an zwei grossen Ausstellungen am ZKM in Karlsruhe beteiligt: Zusammen mit Peter Weibel, Bruno Latour, Peter Galison, Adam Lowe, Joseph Koerner und Hans Ulrich Obrist verantwortete er 2002 die Ausstellung Iconoclash. Bei der von Bruno Latour und Peter Weibel kuratierten Ausstellung Making Things Public. Atmosphären der Demokratie von 2005 war er für die Sektion The Composite Body zuständig.
Gamboni ist in zweiter Ehe mit der Künstlerin Johanna Weis verheiratet und Vater von drei Kindern. Er lebt gegenwärtig in Berlin.

## Forschung
Gamboni forschte hauptsächlich über die europäische Kunst seit dem 18. Jahrhundert. Sein Schwerpunkt liegt auf der Kunst um 1900. Er ist Spezialist für das Werk von Odilon Redon und Paul Gauguin.
Stark rezipiert wurde seine Forschung zum Ikonoklasmus und Vandalismus in der modernen und zeitgenössischen Kunst. Diesem Thema hat er zwei Bücher gewidmet. Die 1997 auf Englisch erschienene Studie The Destruction of Art wurde in zahlreiche Sprachen übersetzt (auf Deutsch, Französisch, Spanisch, Japanisch und Chinesisch). Gamboni wurde deswegen auch schon als «Doyen der Ikonoklasmus- und Vandalismusforschung in der Moderne» bezeichnet.
Auf grosses Echo stiess auch seine Studie zu den «potentiellen Bildern». Ausgehend von der Periode von 1880 bis 1914, zeigt Gamboni, dass latente Bilder in der europäischen Kunstgeschichte seit der Renaissance Bestandteil der künstlerischen Praxis und Theorie sind. Künstler und Betrachter seien gemeinsam für die Erschaffung des Werks verantwortlich: «a fundamental characteristic of modern and (for some) post-modern art […] is the establishment of an open relationship in which the viewer is called upon to collaborate in the development of a work in progress».
Sein bislang letztes Forschungsprojekt ist den Künstler- und Sammlermuseen und der von diesen praktizierten «art of display», der Kunst der Hängung und des Arrangements von Gegenständen, gewidmet. Diese Museen reflektieren die Persönlichkeit ihrer Gründer und werden von Gamboni deshalb in Anlehnung an den Begriff des Autorenfilms «Autorenmuseen» genannt. Wie die potentiellen Bilder fordern sie die Besucher zur Mitarbeit auf. Die Ergebnisse von Gambonis Forschungen sind im Buch Le musée comme expérience gesammelt, das in mehrere Sprachen übersetzt wurde. Es wurde als «beeindruckende Summe einer Forscherbiografie» bezeichnet.

## Schriften (Auswahl)

### Monographien
- Un iconoclasme moderne. Théorie et pratiques contemporaines du vandalisme artistique. Éditions d’En Bas, Lausanne; SIK-ISEA, Zürich 1983.
- Louis Rivier (1885–1963) et la peinture religieuse en Suisse romande. Mit einem Vorwort von Florens Deuchler und Beiträgen von Antoine Baudin und Claire Huguenin. Ausstellungskatalog. Payot, Lausanne 1985, ISBN 978-2-601-03006-8.
  - Deutsche Teilübersetzung: Louis Rivier (1885–1963) und die religiöse Malerei in der Westschweiz. Aargauer Kunsthaus, Aarau 1986.
- La géographie artistique (= Ars helvetica. Arts et culture visuels en Suisse. 1.). Desertina, Disentis 1987.
  - Deutsche Übersetzung: Die Kunstgeographie. Übers. Hanna Böck. Desertina, Disentis 1987.
- La plume et le pinceau. Odilon Redon et la littérature. Éditions de Minuit, Paris 1989, ISBN 978-2-7073-1306-5.
  - Englische Übersetzung: The Brush and the Pen. Odilon Redon and Literature. Übers. Mary Whittall. The University of Chicago Press, Chicago 2011, ISBN 978-0-226-28055-4.
- The Destruction of Art. Iconoclasm and Vandalism since the French Revolution. Reaktion Books und Yale University Press, London/New Haven 1997, ISBN 978-1-86189-316-1.
  - Deutsche Übersetzung: Zerstörte Kunst. Ikonoklasmus und Vandalismus im 20. Jahrhundert. Übers. Christian Rochow. DuMont, Köln 1998, ISBN 3-7701-4281-0.
  - Französische Übersetzung: La destruction de l’art. Iconoclasme et vandalisme depuis la Révolution française. Übers. Estelle Beauseigneur. Les Presses du Réel, Dijon 2015, ISBN 978-2-84066-493-2.
- Odilon Redon: Das Faß Amontillado. Der Traum eines Traumes. Fischer Taschenbuch Verlag, Frankfurt am Main 1998, ISBN 978-3-596-12020-8.
- Potential Images. Ambiguity and Indeterminacy in Modern Art. Übers. Mark Treharne. Reaktion Books, London 2002, ISBN 978-1-86189-149-5.
  - Images potentielles. Ambiguïté et indétermination dans l’art moderne. Les Presses du Réel, Dijon 2016, ISBN 978-2-84066-451-2.
- Paul Gauguin au «centre mystérieux de la pensée». Les Presses du Réel, Dijon 2013, ISBN 978-2-84066-526-7.
  - Englische Übersetzung: Paul Gauguin. The Mysterious Centre of Thought. Übers. Chris Miller. Reaktion Books, London 2014, ISBN 978-1-78023-368-0.
- Le Musée comme expérience. Dialogue itinérant sur les musées d’artistes et de collectionneurs. Hazan, Paris 2020, ISBN 978-2-7541-1102-7.
  - Englische Übersetzung: The Museum as Experience. An Email Odyssey through Artists’ and Collectors’ Museums. Übers. Chris Miller. Brepols, Turnhout 2019, ISBN 978-2-503-58351-8.
  - Deutsche Übersetzung: Das Museum als Erfahrung. Reisedialoge über Künstler- und Sammlermuseen. Übers. Christian Villiger. Wallstein, Göttingen 2022, ISBN 978-3-8353-3971-2.
- (mit Johanna Weis:) Robe-à-raies et Robe-à-carreaux. Cohen&Cohen, Paris 2023, ISBN 978-2-36749-110-3.

### Editionen
- (mit Merel van Tilburg:) «Sans adieu». Andries Bonger – Odilon Redon, correspondance 1894–1916. Cohen&Cohen, Paris 2022, ISBN 978-2-36749-088-5.
- (mit Laurent Houssais, Pierre Pinchon:) Redon retrouvé. Œuvres et documents inédits. Cohen&Cohen, Paris 2022, ISBN 978-2-36749-089-2.

### Herausgeberschaften
- (mit Georg Germann:) Emblèmes de la liberté. L’image de la république dans l’art du XVIe au XXe siècle. Catalogue de la 21e exposition du Conseil de l’Europe (Bernisches Historisches Museum und Kunstmuseum Bern). Stämpfli, Bern 1991.
  - Deutsche Ausgabe: Zeichen der Freiheit. Das Bild der Republik in der Kunst des 16. bis 20. Jahrhunderts. Stämpfli, Bern 1991.
- (mit Olivier Christin:) Crises de l’image religieuse / Krisen religiöser Kunst. Éditions de la Maison des Sciences de l’Homme, Paris 2000, ISBN 978-2-7351-0767-4.
- (mit Jean-Roch Bouiller, Françoise Levaillant:) Les bibliothèques d’artistes aux XXe et XXIe siècles. Presses universitaires de Paris-Sorbonne, Paris 2010, ISBN 978-2-84050-646-1.
- (mit Andreas Beyer:) Poiesis. Über das Tun in der Kunst. Deutscher Kunstverlag, Berlin/München 2014, ISBN 978-3-422-07149-0.
- (mit Jean-Hubert Martin, Michel Weemans:) Voir double. Pièges et révélations du visible. Hazan, Paris 2016, ISBN 978-2-7541-0747-1.
- (mit Gerhard Wolf, Jessica N. Richardson:) The Aesthetics of Marble. From Late Antiquity to the Present. Hirmer, München 2021, ISBN 978-3-7774-3448-3.